# Stauffenberg (Film)
Stauffenberg ist der Titel eines deutsch-österreichischen Fernsehfilms aus dem Jahr 2004.

## Handlung
Claus Schenk Graf von Stauffenberg wird zum Gegner der nationalsozialistischen Politik, als Oberst Henning von Tresckow ihn über die Kriegsverbrechen der Deutschen hinter der russischen Front informiert. Am 20. Juli 1944 bietet sich nach mehreren vergeblichen Versuchen Stauffenberg die Chance, mit einer Bombe in seiner Aktentasche nahe an den Diktator Hitler heranzukommen, und einen Zeitzünder zu aktivieren. Obwohl Hitler das Attentat überlebte, versuchen Stauffenberg und die aufständischen Offiziere in Berlin, den Putsch dennoch durchzuführen. Kurz vor Mitternacht bricht der Aufstand schließlich zusammen. Stauffenberg spricht von seinem Traum eines friedliebenden Deutschlands. Unmittelbar danach wird der Oberst auf Befehl Fromms mit drei Mitverschwörern im Hof des Bendlerblocks in Berlin standrechtlich erschossen. Schlussszene ist der Suizid Tresckows nahe der russischen Front, mit dem er die Mitglieder der Verschwörung und seine Familie schützen wollte.

## Ausstrahlung
Die Free-TV-Premiere erfolgte am 25. Februar 2004 im Ersten Deutschen Fernsehen. Den Film sahen 7,58 Millionen Zuschauer bei einem Gesamtmarktanteil von 22,9 Prozent.

## Kritiken
- Frankfurter Allgemeine Zeitung, Frank Schirrmacher: „Dies ist der genaueste Film über das Attentat des Claus Schenk Graf von Stauffenberg, der bislang gedreht wurde. Und er ist der unvollständigste.“[3]
- Süddeutsche Zeitung: „Exzellente Schauspieler.“
- kino.de: „Jo Baier liefert mit ‚Stauffenberg‘ einen herausragenden, ansprechend fotografierten und längst fälligen Film über einen der Helden des Widerstands gegen das Naziregime. Sebastian Koch glänzt in der Titelrolle und auch die Nebenrollen sind hervorragend besetzt. Besonders nach dem ersten Drittel, als der Tag des Attentats und die Folgen beschrieben werden, gewinnt das Drama an Kraft und Dynamik. Baier verzichtet bewusst auf langwierige Erklärungen, was der Spannung nur zugute kommt. Dabei gelingt es dem Regisseur, Stauffenberg nicht als idealisierten moralischen Helden mit blütenweißer Weste darzustellen, was seinem zivilcouragierten Handeln umso eindrucksvoller ein Denkmal setzt.“[4]
- TV Spielfilm: „Erschütternd, eindrucksvoll, ehrenwert.“[5]
- Der Stauffenberg-Biograf Peter Hoffmann distanzierte sich vom Fernsehfilm Jo Baiers. Hoffmann kritisierte, dass der Film-Stauffenberg wirke, „als habe er den Massenmord an den Juden nie spezifisch und ausdrücklich verurteilt.“ Dabei sei das Gegenteil belegt. Jo Baier hatte Hoffmann und andere Historiker kontaktiert, um ihren wissenschaftliches Placet zu bekommen. Hoffmann sah sein 15-seitiges Gutachten ignoriert und zog seinen Namen zurück.[6]
- Stauffenbergs Sohn Berthold monierte in einem Interview mit der Süddeutschen Zeitung die fiktiven Elemente des Fernsehfilms:[7]
  - „Meine Erfahrung mit Spielfilmen ist: Drama kommt immer vor Fakten. Nehmen Sie den Film von Jo Baier. Das 15-seitige Gutachten, das die Filmleute von dem Stauffenberg-Fachmann Peter Hoffmann angefordert hatten, wurde absolut vollständig ignoriert.“
  - „Ich ärgere mich jetzt noch, dass ich damals zur Premiere nach Berlin gefahren bin. Zum Beispiel ist es nicht so, dass sich meine Eltern im Bayreuther Festspielhaus in Anwesenheit des Führers verlobt hätten. Sie haben sich zum 23. Geburtstag meines Vaters ganz woanders verlobt. Mein Vater war wahrscheinlich sogar niemals in Bayreuth. Stimmt also nicht.“
  - „Auch die Sache mit dem General Fellgiebel besoffen am Klo: erfunden. Oder die Begegnung mit einer Ukrainerin. Oder dieser aufgebaute Konflikt mit meiner Mutter. Oder die Schilderung des letzten Besuchs meines Vaters. Alles erfunden.“

## Auszeichnungen
Unter anderem bekam der Film drei Nominierungen bzw. eine Auszeichnung beim Deutschen Fernsehpreis:
Nominierung
- Bester männlicher Hauptdarsteller
- Bester Schnitt
- Beste Musik
- Bester Film

Auszeichnung
- Bester Film